# Elecciones generales de Costa de Oro de 1956
Unas elecciones legislativas se llevaron a cabo en la colonia británica de Costa de Oro (actual República de Ghana) el 17 de julio de 1956, como parte del trato entre el Partido de la Convención Popular, de Kwame Nkrumah y el gobierno británico, de permitir la independencia de la colonia si su partido ganaba las elecciones. Efectivamente, el CPP obtuvo una mayoría calificada de más de dos tercios y el 57% del voto popular. Costa de Oro se independizó con el nombre de Ghana el 6 de marzo de 1957, con Nkrumah como jefe de gobierno. La participación fue, sin embargo, baja, con solo el 50.06% del electorado registrado presentando sufragio.

## Realización
Una nueva constitución, aprobada el 29 de abril de 1954, estableció un gabinete compuesto por ministros africanos procedentes de una legislatura africana elegida por elección directa. En las elecciones que siguieron, el Partido de la Convención Popular ganó la mayoría de los escaños en la nueva Asamblea Legislativa. En mayo de 1956, el gobierno del Primer ministro Kwame Nkrumah emitió un "libro blanco" con propuestas para la independencia de Costa de Oro. El gobierno británico declaró que acordaría una fecha firme para la independencia si se obtuviera una mayoría razonable para tal paso en la Asamblea Legislativa de la Costa de Oro después de una elección general.

## Resultados
| Partido                            | Votos     | %     | Escaños | +/-   |
| ---------------------------------- | --------- | ----- | ------- | ----- |
| Partido de la Convención Popular   | 398.141   | 57.1  | 71      | –1    |
| Movimiento de Liberación Nacional  | 145.657   | 20.9  | 12      | Nuevo |
| Partido Popular del Norte          | 72.440    | 10.4  | 15      | 0     |
| Congreso de Togolandia             | 20.352    | 2.9   | 2       | –1    |
| Partido de la Asociación Musulmana | 11.111    | 1.6   | 1       | 0     |
| Federación de la Juventud          | 10.745    | 1.5   | 1       | Nuevo |
| Independientes                     | 38.811    | 5.6   | 2       | –9    |
| Total                              | 697.257   | 100   | 104     | 0     |
| Votantes registrados/participación | 1.392.874 | 50.06 | –       | –     |
| Fuente: Nohlen et al.              |           |       |         |       |